# Néoprène
Le Néoprène, appelé d'abord Duprène est le nom de marque sous lequel la compagnie Du Pont de Nemours introduit dans l'industrie du caoutchouc en 1931 une famille de caoutchouc à base de polychloroprène. C'est le premier caoutchouc synthétique. Le latex de néoprène (famille d'émulsions aqueuses de chloroprène) fit son apparition en 1934.

## Propriétaires de la marque
Trois sociétés ont déposé cette marque :
- Samaro à Beynost sous l'intitulé « Néoprène ST » ;
- Bostik sous l'intitulé « Colle Contact Néoprène » ;
- Henkel sous l'intitulé « Pattex Néoprène ».

## Formule

Structure du chloroprène.

Le néoprène est un polymère fabriqué à partir du monomère chloroprène (composé diénique).
L'équation de la polymérisation peut s'écrire :
nCH2=CH-CCl=CH2 {\displaystyle \rightarrow } -(CH2-CCl=CH-CH2)n-.

## Caractéristiques et utilisation
Le néoprène résiste mieux à l'ozone, aux hydrocarbures (huiles aliphatiques, essence) et aux intempéries (à l'eau de mer…) que les caoutchoucs généraux.
Le matériau est utilisé pour la confection de gants, de tubes et de joints étanches résistants aux carburants, de canots de sauvetage.
La mousse de néoprène est obtenue par introduction d'un gaz comme l'azote dans le matériau sous forme de bulles microscopiques, ouvertes (open-cell) ou fermées (closed-cell). Garantissant une bonne résistance thermique, elle est très utilisée dans la fabrication des combinaisons pour les sports en eau vive comme le surf ou la plongée sous-marine, même si elle n'est pas imperméable à 100 %.
Depuis le milieu des années 2010, le néoprène entre également dans la composition de tissus utilisés par les créateurs de mode.
En 1952, Jack O'Neill, fondateur de la marque qui porte son nom, crée pour la première fois une combinaison en néoprène permettant de surfer longtemps dans les eaux froides. En 1953, Georges Beuchat invente pour la première fois une combinaison en néoprène permettant de plonger longtemps dans les eaux froides.
Cet élastomère polaire (car chloré) et semi-cristallin possède des propriétés mécaniques élevées ; relativement rigide, il est conditionné sous forme de « chips », au lieu de balles ; il est sensible au stockage (durée de vie de six mois).

## Vulcanisation
La vulcanisation du caoutchouc néoprène (ou polychloroprène, caoutchouc CR) est réalisée en utilisant des oxydes métalliques (système de vulcanisation à base de ZnO et MgO en particulier, parfois le PbO) plutôt que des composés sulfurés qui sont utilisés couramment avec les autres caoutchoucs naturels et synthétiques. En outre, le choix d'un accélérateur de vulcanisation pour le polychloroprène est régi par des règles différentes de celles des autres caoutchoucs diéniques. On choisit en général l'éthylène thiourée (en) (ETU) qui, bien qu'étant un accélérateur excellent et éprouvé pour le polychloroprène, a été classé reprotoxique. L'industrie du caoutchouc européenne avait[Quand ?] donc lancé un projet de recherche SafeRubber pour développer une alternative plus sûre à l'utilisation de l'ETU.